# Súper sangre joven
Súper sangre joven è l'album in studio di debutto del rapper argentino Duki, pubblicato il 1º novembre 2019 dalle etichette discografiche Dale Play e SSJ Records.
La copertina richiama l'estetica dall'universo fantastico di Dragon Ball, così come il titolo che trae ispirazione dall'acronimo spagnolo di Super Sayan, ovvero Súper Saiyajin.

## Tracce
1. Te traje flores – 2:02 (Manuel Ezequiel Lombardo)
2. It's a Vibe (con C. Tangana, Khea e Leebrian) – 3:40 (Manuel Ezequiel Lombardo, Antón Álvarez Alfaro, Ivo Alfredo Thomas Serue, Leebrian)
3. Hitboy (con Khea) – 2:58 (Manuel Ezequiel Lombardo, Ivo Alfredo Thomas Serue)
4. Señorita – 2:41 (Manuel Ezequiel Lombardo)
5. Me gusta lo simple (con Alemán) – 3:16 (Manuel Ezequiel Lombardo, Erick Raúl Alemán Ramírez)
6. Perdón – 3:38 (Manuel Ezequiel Lombardo)
7. A punta de espada (con YSY A) – 3:22 (Mauro Ezequiel Lombardo, Alejo Acosta)
8. La jefatura (con Marcianos Crew e Lucho SSJ) – 3:31 (Mauro Ezequiel Lombardo, Sergio Grasso, Luciano Vega)
9. One Million Dollar Baby (con Sfera Ebbasta e Eladio Carrión) – 4:40 (Mauro Ezequiel Lombardo, Gionata Boschetti, Eladio Carrión Morales)
10. Goteo – 2:44 (Mauro Ezequiel Lombardo)

## Classifiche
| Classifica (2019) | Posizione massima |
| ----------------- | ----------------- |
| Spagna            | 12                |